# 게임의 여왕
《게임의 여왕》(Game의 女王)은 2006년 11월 18일부터 2007년 1월 28일까지 방영된 SBS 주말 특별기획 드라마이다. 줄거리는 주인공 이신전은 아버지가 강재호의 계략으로 사업에 실패하고 자살하자 복수를 결심한다. 강재호의 호텔과 그의 딸 강은설에게 상처를 주고 모든 것을 빼앗을 계획을 세웠으나, 강은설과 사랑에 빠지고 딜레마에 빠지는 내용이다.
`복수`라는 흥미로운 설정을 깔고 있음에도 "박진감이 떨어져 다소 지루했다"거나 "인물 성격이 너무 뻔한 것 아니냐"는 지적이 있었으며, 1~2회분에서 여러 종류의 술이 등장한 데 이어 영화 죽음 전의 키스, TV 시리즈물 <에덴으로 돌아오다> 등 1980년대 멜로 복수극의 냄새를 풍긴다는 지적이 있었다.

## 등장 인물

### 주요 인물
- 주진모: 이신전 역 - 미국 10대 투자회사 비전 인베스트먼트의 레이더
- 이보영: 강은설 역 - 실내장식가
- 최준용: 김필서 역 - 건축가
- 수현: 박주원 역 - 비전 인베스트먼트의 변호사

### 주변 인물
- 한진희: 강재호(姜在浩) 역 - 호텔 회장, 은설의 아버지
- 나영희: 한미숙 역 - 신전의 어머니
- 윤미라: 장수자 역 - 은설의 유모
- 김희정: 박영순 역 - 장수자의 딸
- 김가연: 사만다 역 - 정회장의 딸, 필서의 전처
- 정한용: 정회장 역 - 재미 부동산 그룹 '트리플 컴퍼니'의 회장이자 비젼 인베스트먼트의 클라이언트.
- 이석: 이석규 역 - 신전의 아버지
- 김홍표: 버그 강 역 - 신전의 친한 형
- 강이석: 여름 역 - 신전과 은설의 아들
- 남일우: 호텔 총지배인 역
- 이재포: 박이사 역

## 수상
- 2006년 SBS 연기대상 10대 스타상 이보영
- 2006년 SBS 연기대상 뉴스타상 유리엘